# Escombrador
|  | No s'ha de confondre amb Escombriaire o Drapaire. |

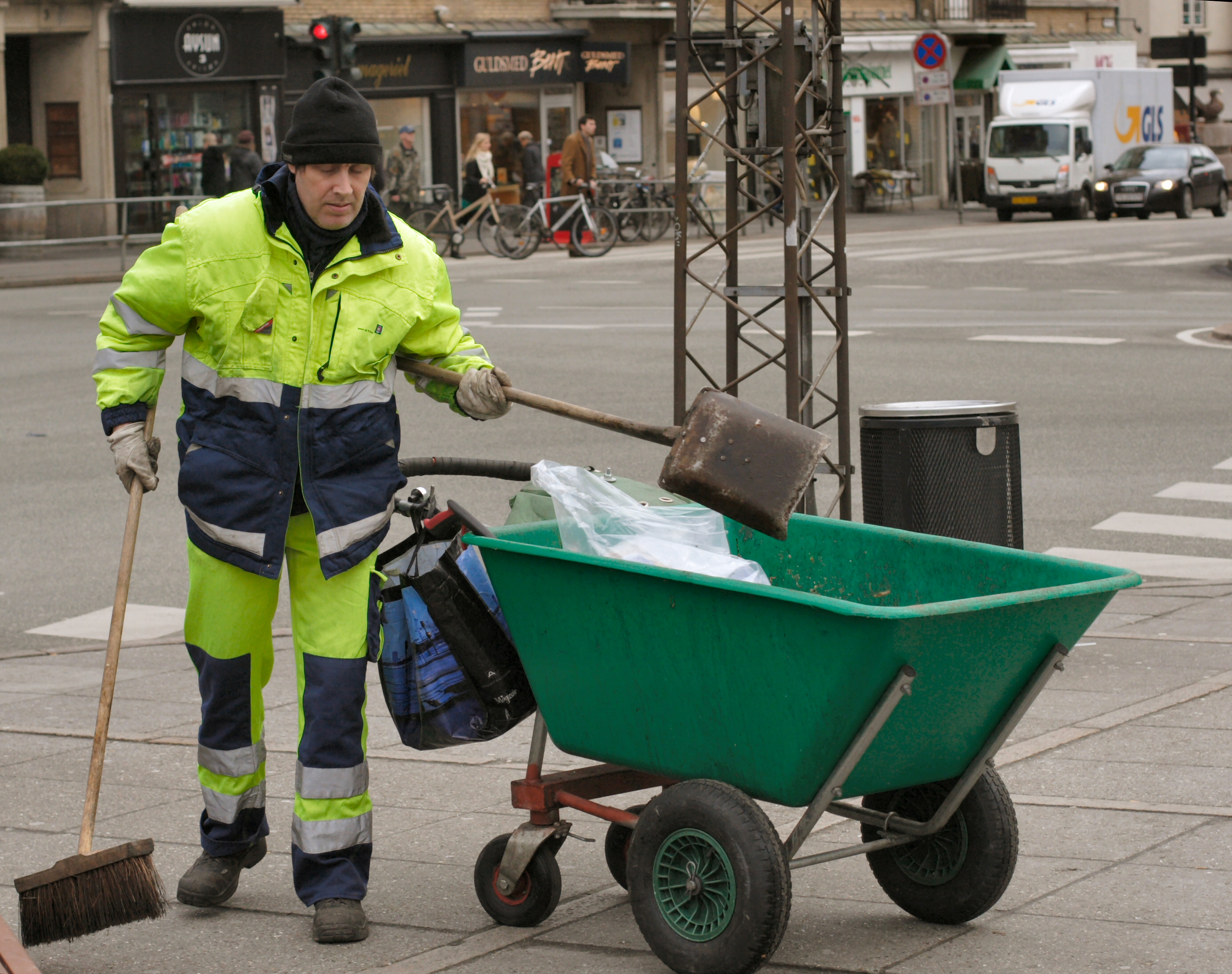
Escombraires en acció a l'Ajuntament d'Aarhus

Un  escombrador, escombraire o bé agranador i agranaire és una persona que té una professió que consisteix a escombrar els carrers i a replegar tot tipus de deixalles dels carrers i carrerons. Antigament rebia el nom de femater o aplegador de fems.
El seu treball també inclou buidar les paperers i els recipients de residus del carrer. És un treball, que normalment és menystingut i mal pagat, i també pot ser físicament dur. Però avui dia es fabriquen diferents vehicles per a facilitar-ne la feina. Els escombraires estan equipats normalment amb una pala, un raspall, i un carro per als residus recollits. A alguns llocs disposen d'una pinça per a agafar el paper sense ajupir-se (anomenada "snack").

## Granerer
També escombraire designa el granerer, és a dir el que fabrica(va) escombres. L'escombrer o granerer és qui ven(ia) escombres.

## Màquines escombradores de carrer
Modernament s'empren màquines per a escombrar el carrer. N'hi ha de tres tipus:
- De rodet de raspall
- Aspiradores
- Combinades que conjuntes ambdós sistemes

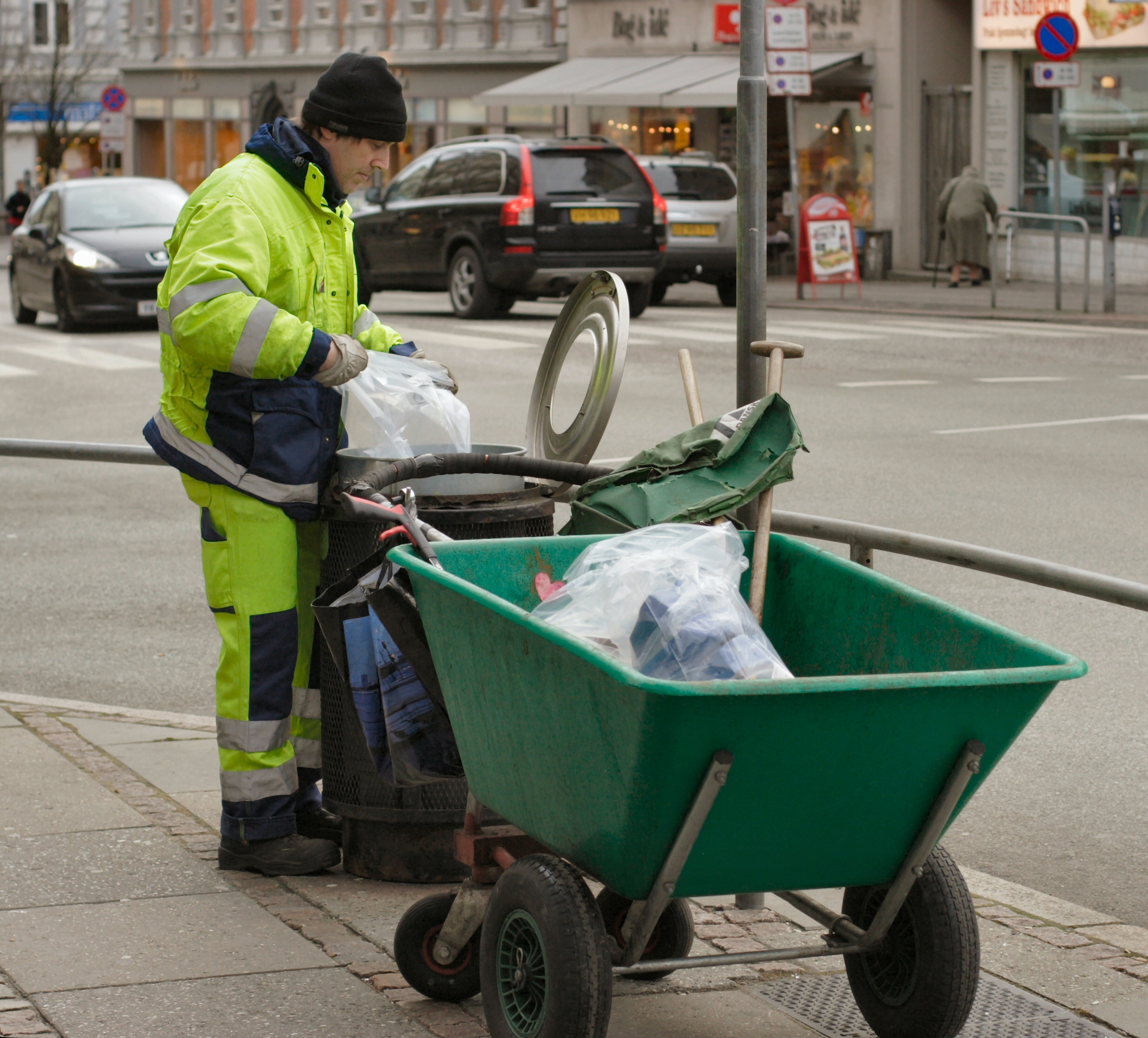
Escombraires buidant les papereres de la ciutat
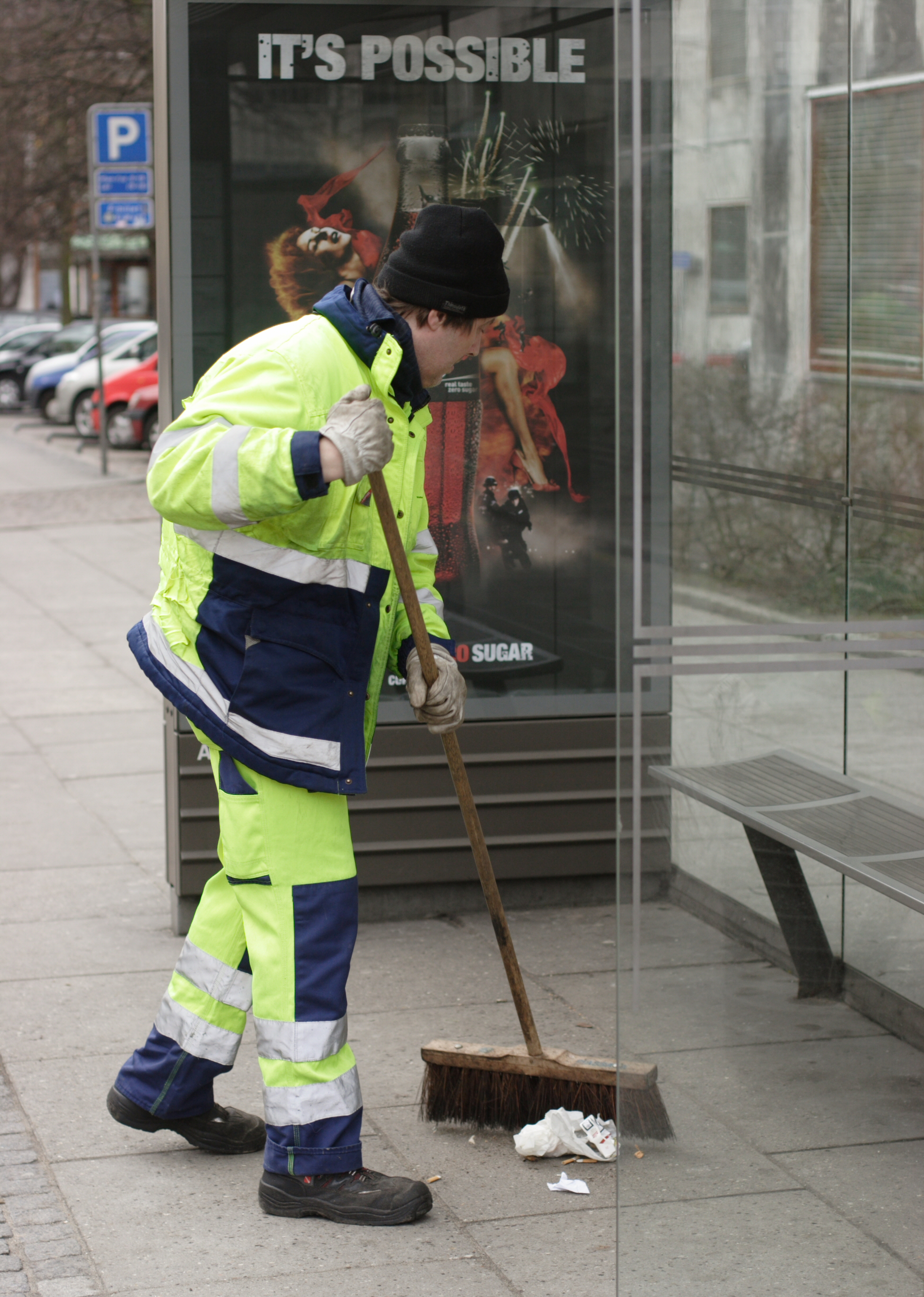
Escombraires a les parades d'autobusos al Parkallé d'Aarhus
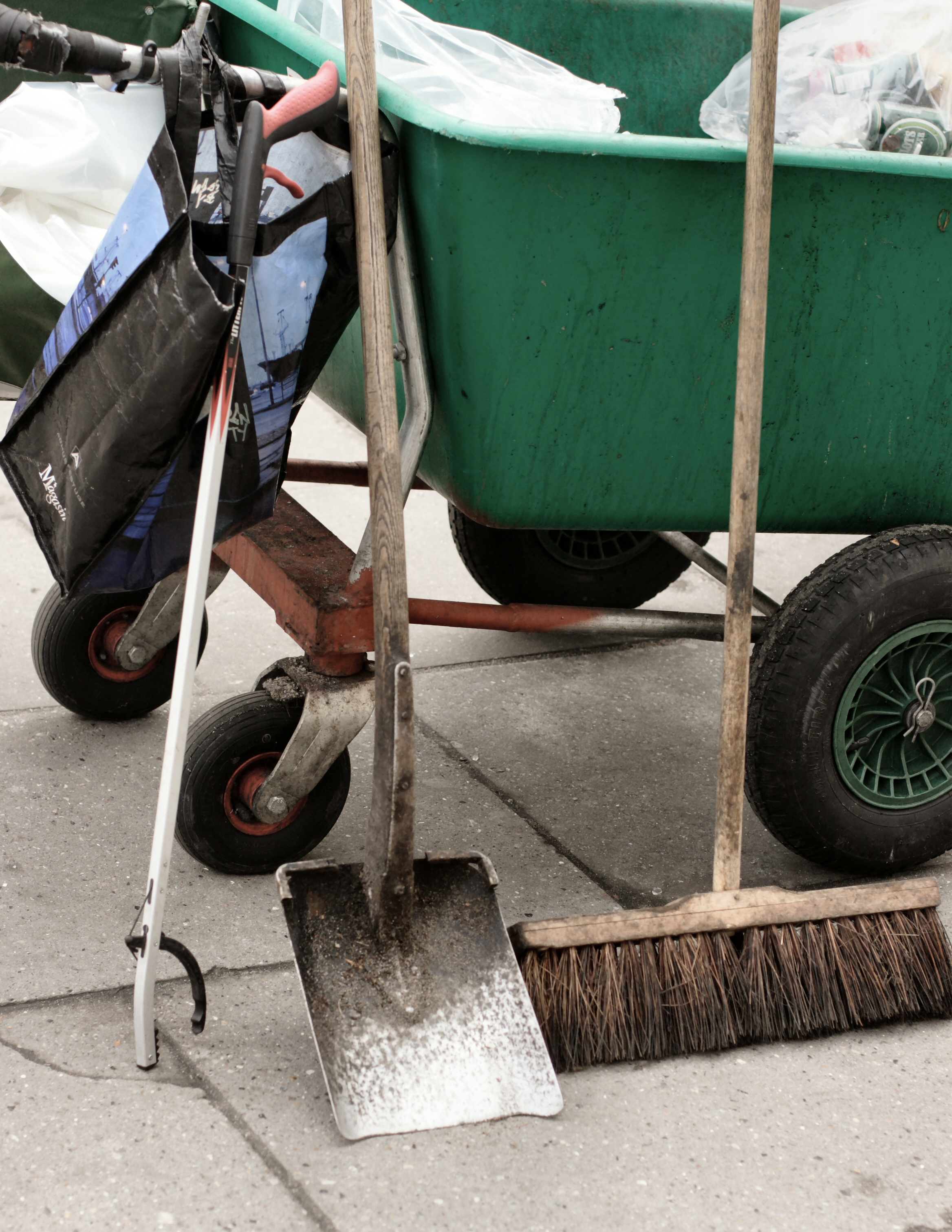
Eines d'escombraire: Una pinça de paper, una pala, un raspall i el carro